# Ставки (зупинний пункт, Шевченківська дирекція Одеської залізниці)
Ставки́ — пасажирський залізничний зупинний пункт, колишній роз'їзд Шевченківської дирекції Одеської залізниці.
Розташований у селі Ставки Бершадського району Вінницької області на лінії Зятківці — Гайворон між станціями Джулинка (8 км) та Гайворон (9 км).
Завдяки ремонтам колії, що тривали протягом 2017 року, приміський поїзд Гайворон — Вінниця вдалось суттєво прискорити. Час відправлення зі Ставків на Вінницю 1 год. 27 хв., прибуття 6.33. Із Вінниці відправлення 18.46, прибуття у Ставки — 23.55. Збільшено курсування поїзда до щоденного з 5 жовтня 2021 року.
У поїзді діє невисокий приміський тариф та пільги для пенсіонерів.